# IMVU
IMVU, de gestileerde naam imvu, is een sociaalnetwerksite in de vorm van een online metaverse met 3D-avatars. De site had in 2014 meer dan 4 miljoen actieve gebruikers. IMVU is sinds 2 april 2004 beschikbaar voor Windows en sinds 2010 voor macOS, en Android en iOS.

## IMVU Inc.
IMVU is opgericht door Will Harvey, een ontwikkelaar van videogames en oprichter van There. Vanaf november 2007 werd IMVU gerund door Cary Rosenzweig. De geschatte opbrengst die IMVU genereert is ongeveer $ 2 miljoen per maand, 90% van dat bedrag komt uit de verkoop van virtuele goederen.